# 尼库·齐奥塞斯库
尼库·齐奥塞斯库（羅馬尼亞語：Nicu Ceaușescu，1951年9月1日—1996年9月26日）是罗马尼亚领导人、罗马尼亚共产党总书记尼古拉·齐奥塞斯库和埃列娜·齐奥塞斯库最小的儿子。他与其父亲政权的政治生活有着紧密的联系，并被认定为其父亲的继承人。曾任罗马尼亚共青团第一书记。

## 共产主义政权时期
齐奥塞斯库最初希望尼库成为他的外交部长，因此安排了两个党内高级成员斯蒂芬·安德烈和康乃尔·帕科斯特来关照尼库的教育，这两人也是他所认为最有学问的党内知识分子。然而尼库与他其他的兄弟姐妹不同的是，他反感学校且据称他因从未被看到读书而被其兄弟姐妹嘲笑。
尼库毕业于罗马尼亚第24中学（现名让·莫内高中），随后在布加勒斯特大学学习物理学。他以学生身份加入了罗马尼亚共产主义青年团并成为第一书记（其父曾于1944至1945年任职），后成为青年事务部部长，在1982年獲選为罗马尼亚共产党中央委员会成员。
他的父母安排了一系列准备工作以便他顺利继承尼古拉·齐奥塞斯库的领导地位。由于对政治事务尚不熟悉，他由斯蒂芬·安德烈、约恩·特来安·斯蒂芬尼斯库和康乃尔·帕科斯特辅佐。到80年代末他已成为了罗马尼亚共产党中央执行委员会委员（政治局委员），并在1987年成为了锡比乌县的党委书记。
尼库自高中以来即有着酗酒者和纨绔子弟的名声。约恩·米哈伊·帕切帕称布加勒斯特到处流传着他的强奸和交通事故丑闻。拉蒂夫·叶海亚称他是伊拉克总统萨达姆·侯赛因长子乌代·侯赛因的好友，并称两人曾在瑞士和摩纳哥会面。另有传言称尼库利用权势玩弄罗马尼亚体操运动员纳迪娅·科马内奇并娶她为妻。实际上尼库具有多个情人，他的妻子是由尼库的母亲埃列娜执意安排的波利亚纳·克里斯泰斯库，后成为了罗马尼亚少先队的一名负责人，但尼库并不喜欢母亲的决定，他和克里斯泰斯库於1985年離婚。齐奥塞斯库对他的酗酒亦有所耳闻，但他只是教育尼庫要更努力工作。他也因在世界各地赌博输掉了大量金钱而为人所知。

## 罗马尼亚革命之后
1989年12月罗马尼亚革命后，齐奥塞斯库的家人被关入布加勒斯特附近的一个兵营。纪录片《革命录影纪事》中显示1989年12月22日他因传言在锡比乌县使用儿童作为人质及其他罪行而被带到罗马尼亚国家电视台上向全国播出。1989年12月28日，在齐奥塞斯库夫妇被处决三天后，军事法庭公诉人米哈伊·珀帕指控他要为锡比乌县的伤亡负责并最初以种族灭绝罪起诉。1990年7月除他和齐奥塞斯库的两个弟弟外，其余家人均被释放，9月他因在其父亲统治时期滥用政府资金和挑唆杀人罪而被判20年徒刑。1991年6月刑期改为16年，1992年11月法院最终将其减为非法藏有武器弹药罪而改判为5年，后因肝硬化而获准监外就医。1996年9月16日被送往布加勒斯特大学附属医院急救，并于9月18日送至奥地利维也纳的一家医院，9月26日因病去世并被安葬在其父旁边，时年45岁。
2006年10月，布加勒斯特法院宣判1989年检察院对尼库·齐奥塞斯库的逮捕和审判没有法律依据，决定归还其私人财产。并在同年11月7日做出解释，未发现其在1989年前破坏国民经济的证据。